# ¡Viva América!
¡Viva América! es una película de gánsteres hispano-italiana del año 1969 dirigida por el cineasta español Javier Setó (Saviero Seto), y protagonizada por Jeffrey Hunter.

## Reparto
- Jeffrey Hunter: Frank (Francesco) Mannata
- Guglielmo Spoletini: Salvatore Mannata
- Margaret Lee: Lucy Barrett
- Gogó Rojo: Rosella (Rose) Mannata
- Pier Angeli: Bambi (as Anna Maria Pierangeli)
- Eduardo Fajardo: Dick O'Connor
- Víctor Israel: Dr. MacDonald
- Beni Deus: Timothy
- Paloma Cela
- Luis Induni: Buchanan
- Sun De Sanders: Patricia
- Barta Barri: Matón
- Antonio Pica: Ethen Lason
- Ricardo Palacios: Charlie Romero
- Lola Villar: prostituta
- Mike Brendel
- Miguel del Castillo: O'Brian
- Juan Olaguivel: guardaespaldas y conductor de O'Brian
- Fernando Bilbao
- Kathy Lagarde
- Yamil Omar: Turco
- Antonia Mas: Mammy
- Rafael Vaquero
- Adolfo Thous
- Manuel Bermúdez Boliche
- José Solís
- Armando Calvo: Senador Charles Temple

## Títulos para el estreno
- Die wahre Geschichte des Frank Mannata
- Frank Mannata igaz története
- La vera storia di Frank Mannata
- Cry Chicago
- Le clan des frères Mannata